# Philipp Prosenik
Philipp Prosenik (Vienna, 1º marzo 1993) è un ex calciatore austriaco, di ruolo attaccante.

## Caratteristiche tecniche
È un centravanti.